# Villa Pilar
Villa Pilar é uma mansão no estilo eclético e art nouveau localizada na rua Marquês de Riestra, em Pontevedra, na Espanha. É um dos melhores exemplos da arquitetura indiana da cidade.

## História
Esta mansão, cuja construção começou em 1899 e foi concluída em 1905, foi construída para ser uma residência burguesa encomendada pelo indiano Manuel Martínez Bautista, que morava em Cuba. Comprou o terreno em uma viagem de verão e o trabalho durou seis anos.
O autor do projeto foi o arquiteto Antonio Crespo. Dois projectos de 1889 ainda existem, com plano e altura similares, mas com uma concepção diferente da que foi finalmente executada.
Villa Pilar foi legada por Manuel Martínez Bautista ao seu sobrinho Ramiro Trapote Martínez, um engenheiro que morava em Nova Iorque e que passava o verão na  mansão. Villa Pilar foi passada de Ramiro Trapote para a sua sobrinha Pilar Pardo Trapote, e agora pertence aos seus herdeiros.
Uma série de pessoas famosas na cidade e entidades, como Vicente Riestra, Ernesto Caballero ou um notário moraram lá.
No segundo andar foi a escola de arquitetos de Pontevedra, um apartamento alugado à Fraternidade Nacional de Arquitetos, empresa mútua do grupo, que por sua vez a adquiriu à família proprietária do edifício em 1982.
Em 2011, o prédio foi colocado à venda por seiscentos mil euros. Desde 31 de outubro de 2015, abriga o escritório de arquitetura Nemonon no segundo andar, um espaço criativo multidisciplinar em torno da arquitetura promovido pelo arquiteto Mauro Lomba, Nas suas três salas: Boiserie, Belle Époque e Belvedere, e em "A cozinha do arquiteto", realiza eventos como reuniões, seminários, conferências, exposições, ateliers, cours...

## Descrição
O edifício é eclético e em estilo art nouveau, com três andares. A característica mais notável desta mansão é a irregularidade do seu plano e a sua fachada, com um acabamento exagerado. A moradia tem uma meia cave, três pisos e um sótão. Entre os seus elementos arquitetônicos, repara-se nas balaustradas em estilo inglês de todas as varandas, em concreto, um elemento muito inovador para a época. O edifício integra-se harmoniosamente com o ambiente, pois é cercado por um pequeno jardim privado com palmeiras fechado por um portão de ferro forjado .
O interior do edifício é acessível por escadas de mármore de Carrara para o primeiro andar e escadas de madeira para os andares seguintes. As balaustradas são feitas de betão e a carpintaria interior é toda feita de madeira fina. A sua funcionalidade interior atendeu às necessidades da época, destacando a harmonia das suas linhas e formas, bem como a conjunção perfeita dos seus elementos arquitetônicos. A disposição dos diferentes andares corresponde ao modo de vida da burguesia no final do século XIX. O arquiteto, portanto, atribuiu grande importância ao espaço social, com três salas e um escritório com acesso independente.

## Galeria

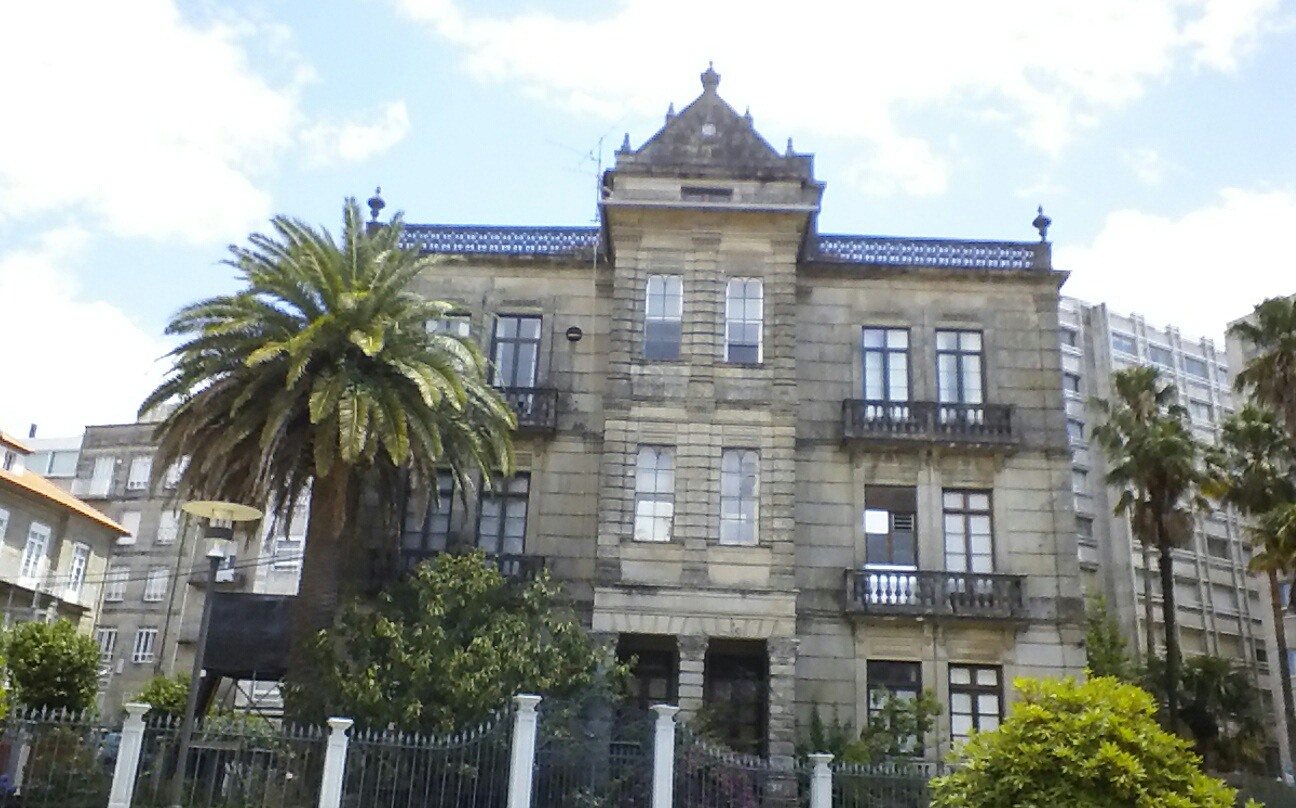
A fachada traseira
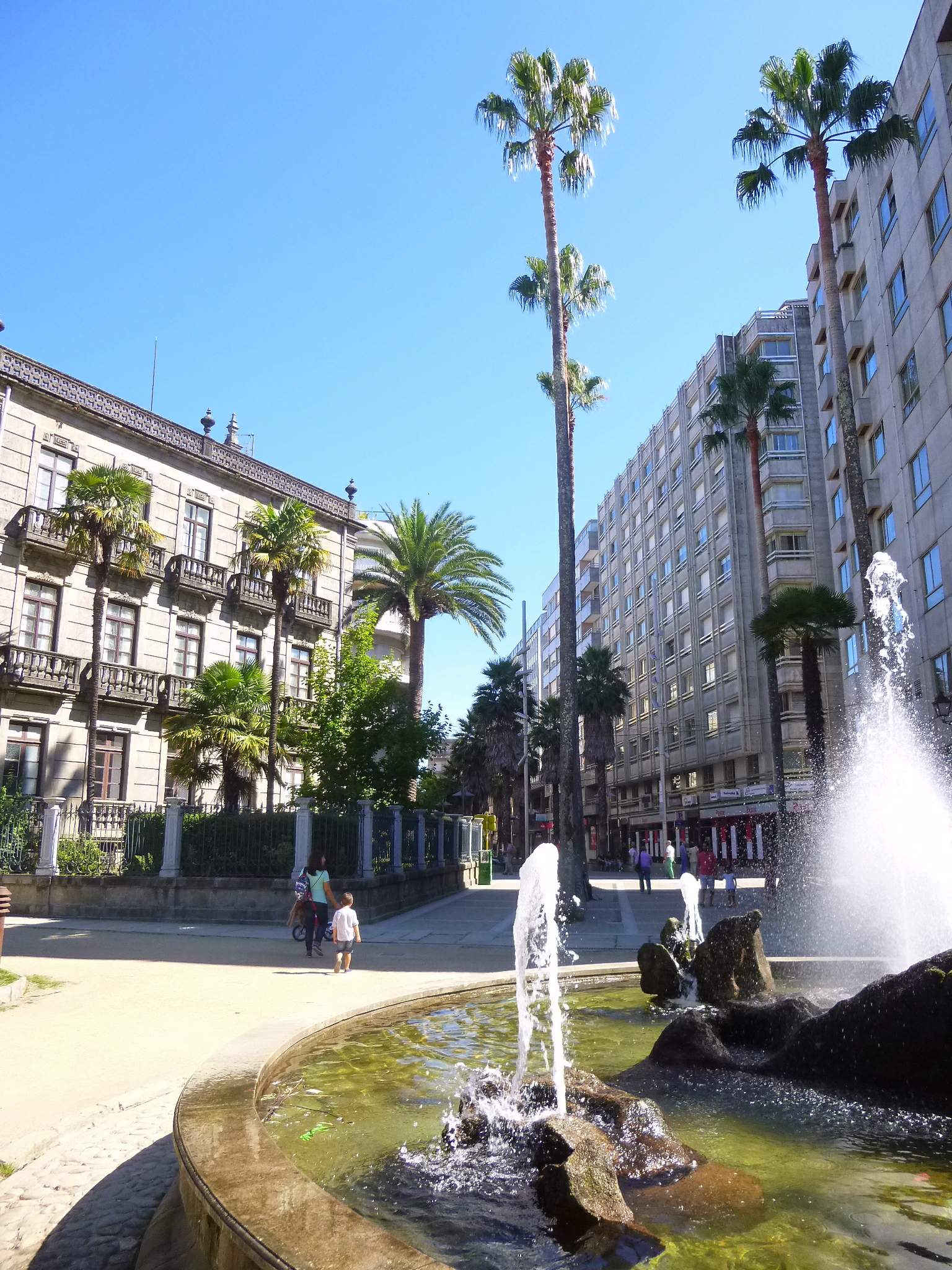
Fachada lateral
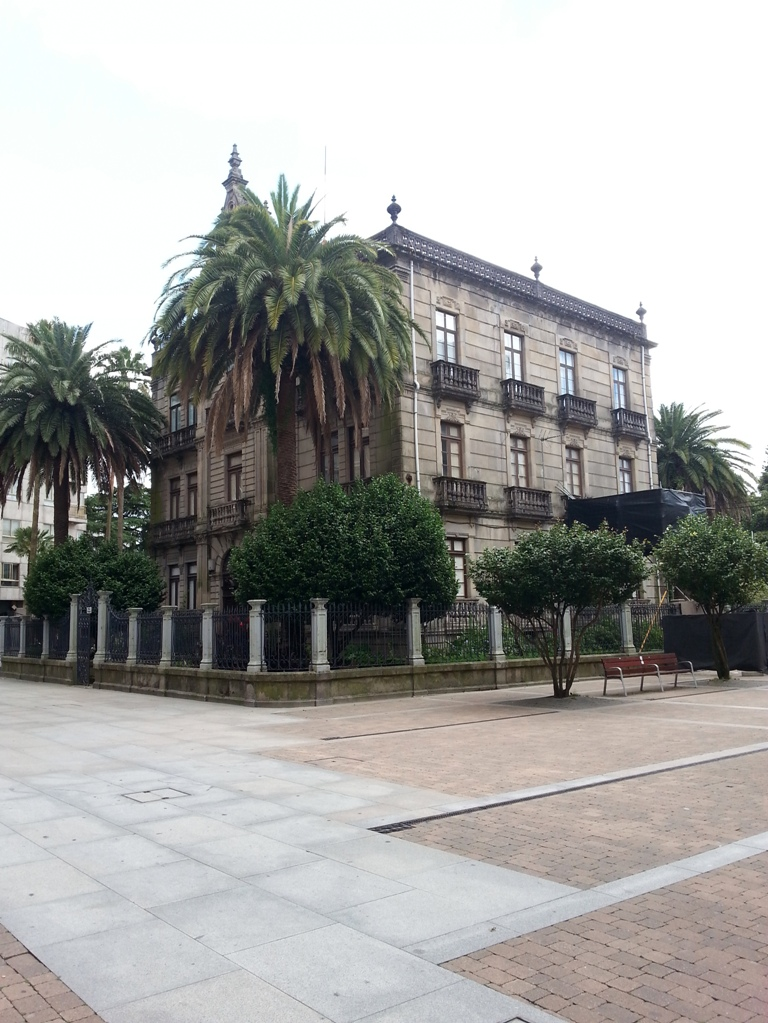
Villa Pilar, rua Riestra
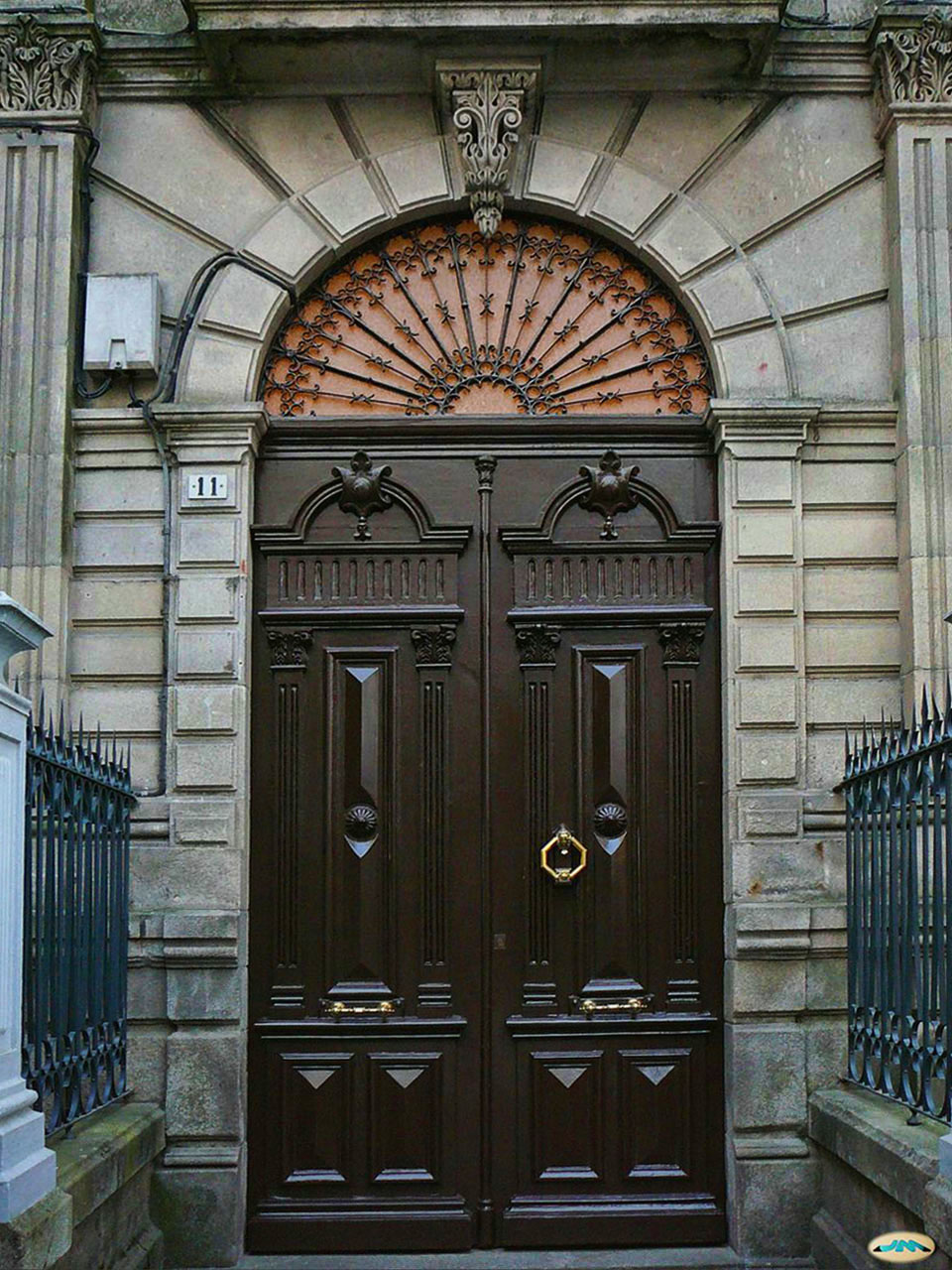
Porta da frente
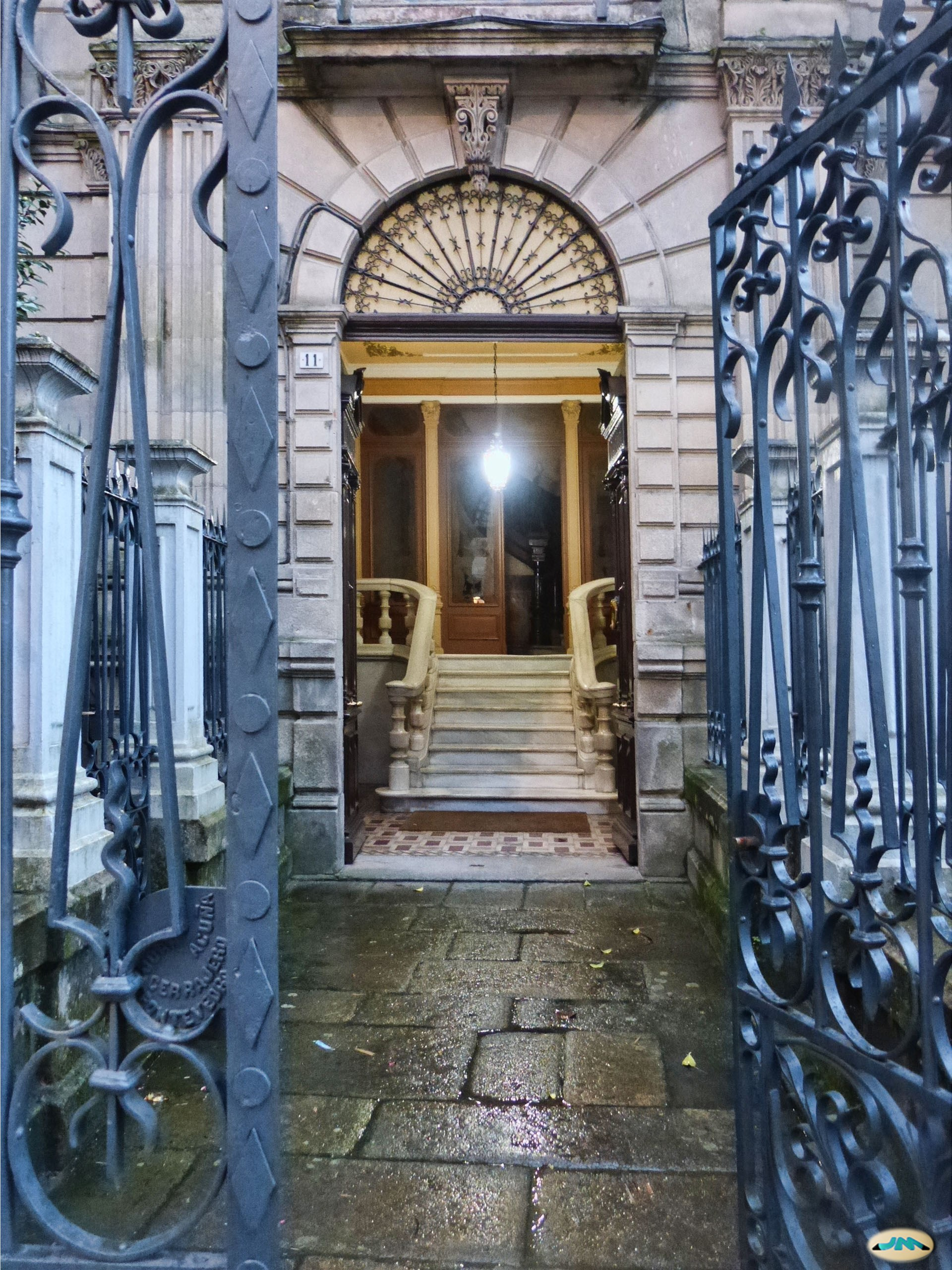
Portão de entrada
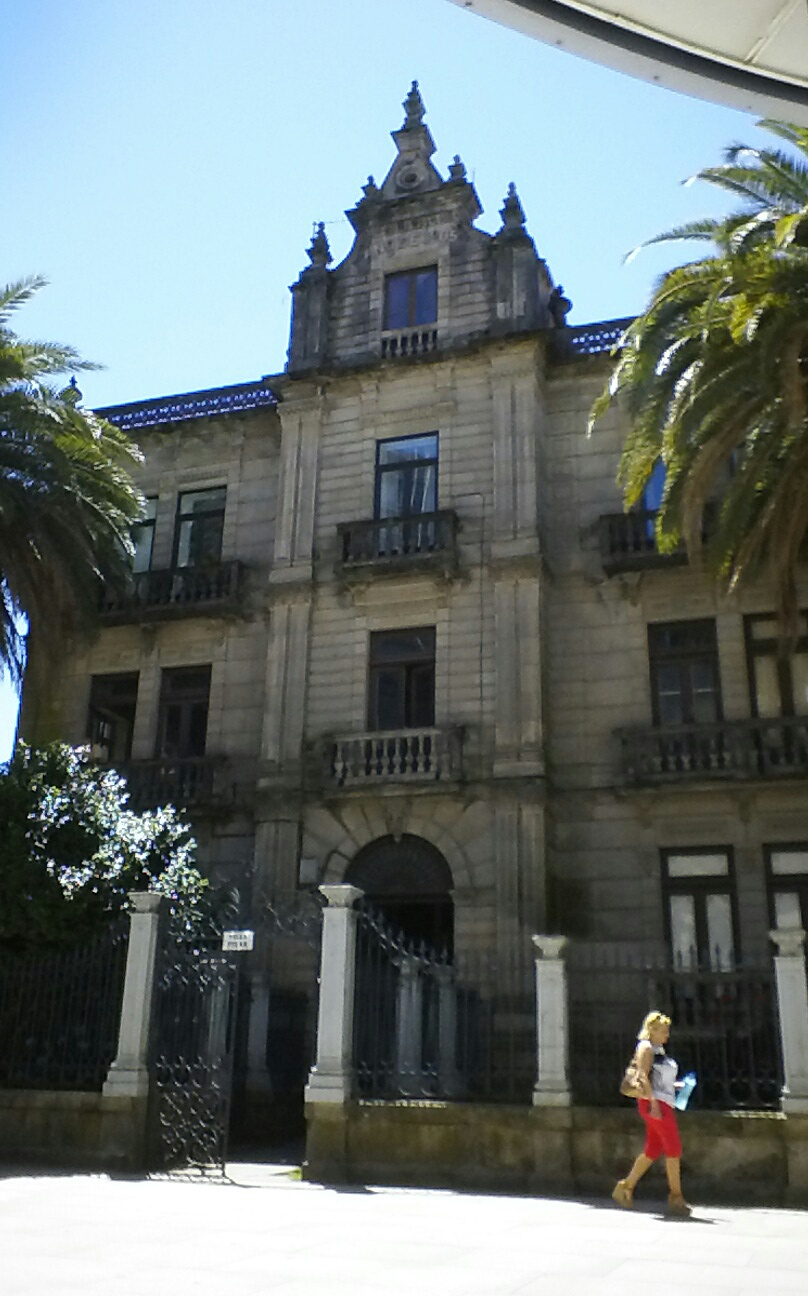
Fachada principal
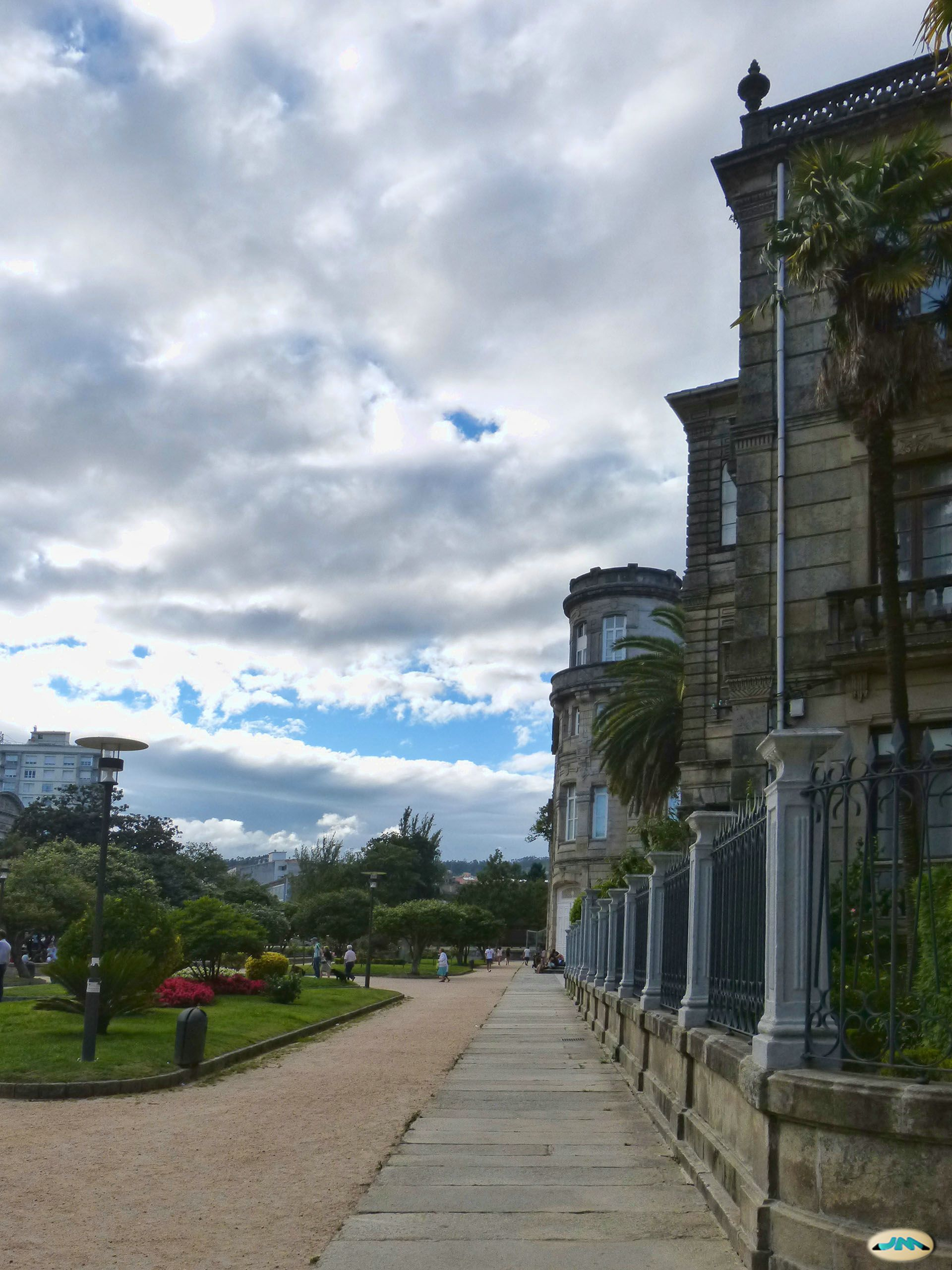
Fachada traseira no Parque das Palmeiras (Pontevedra)
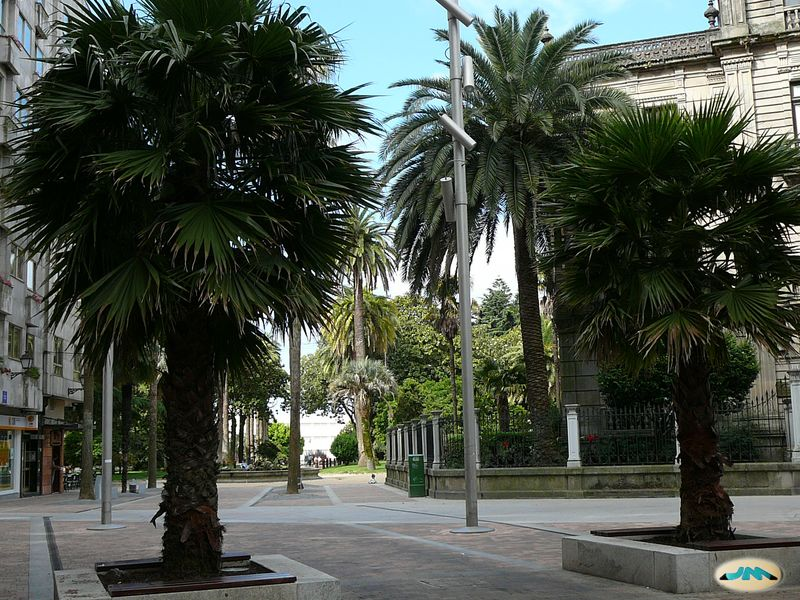
Fachada entre palmeiras
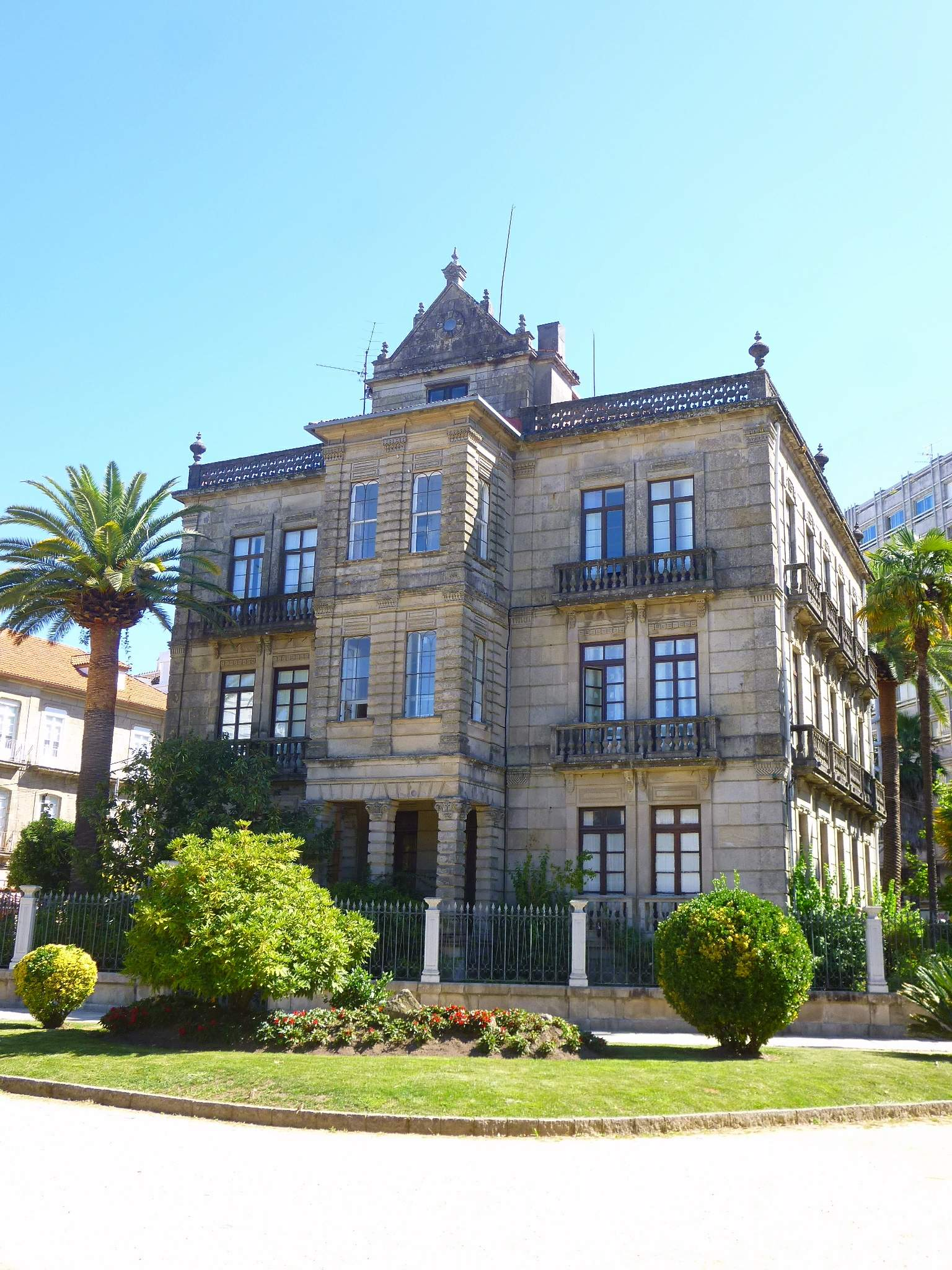
Fachada traseira
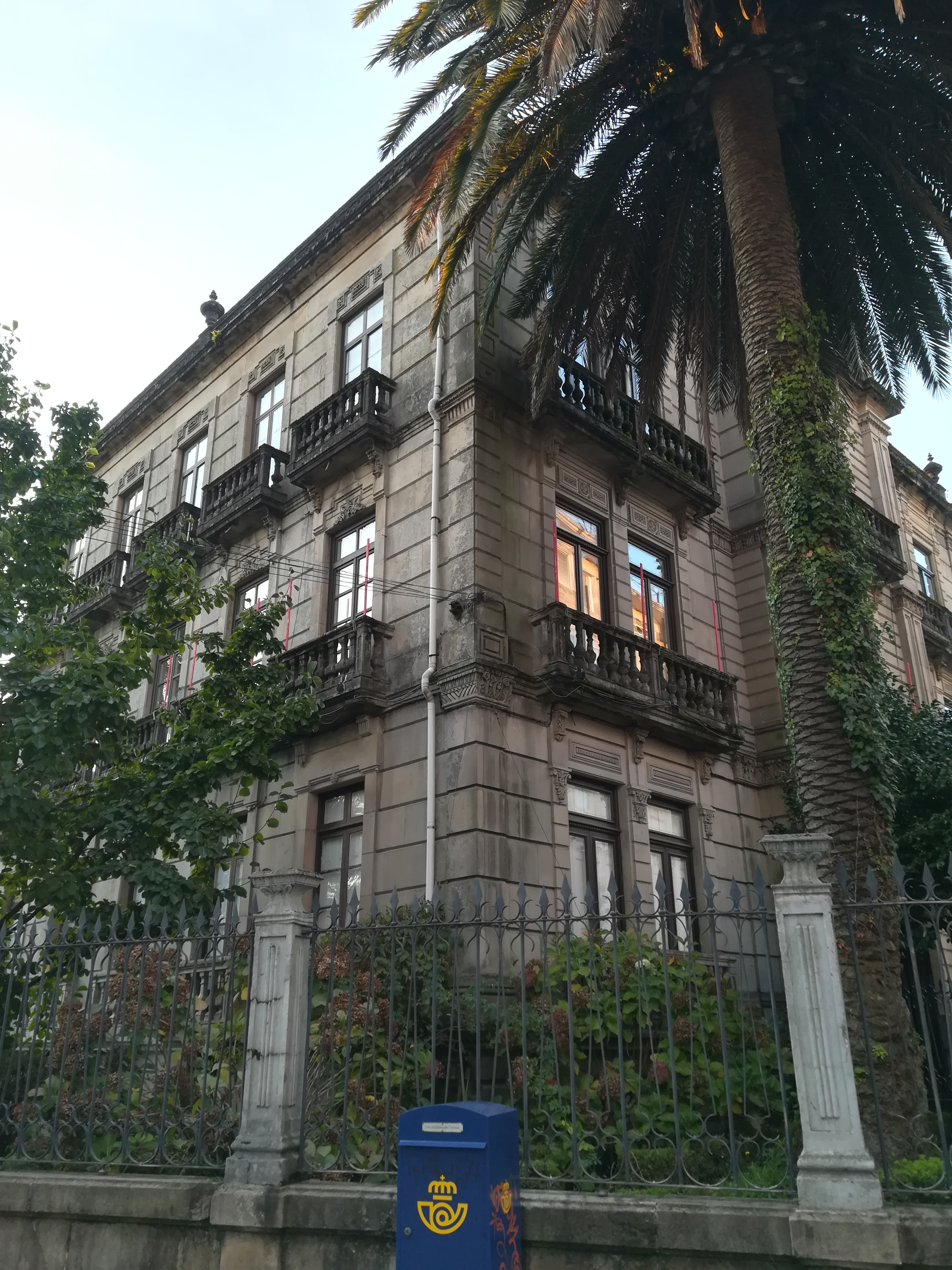
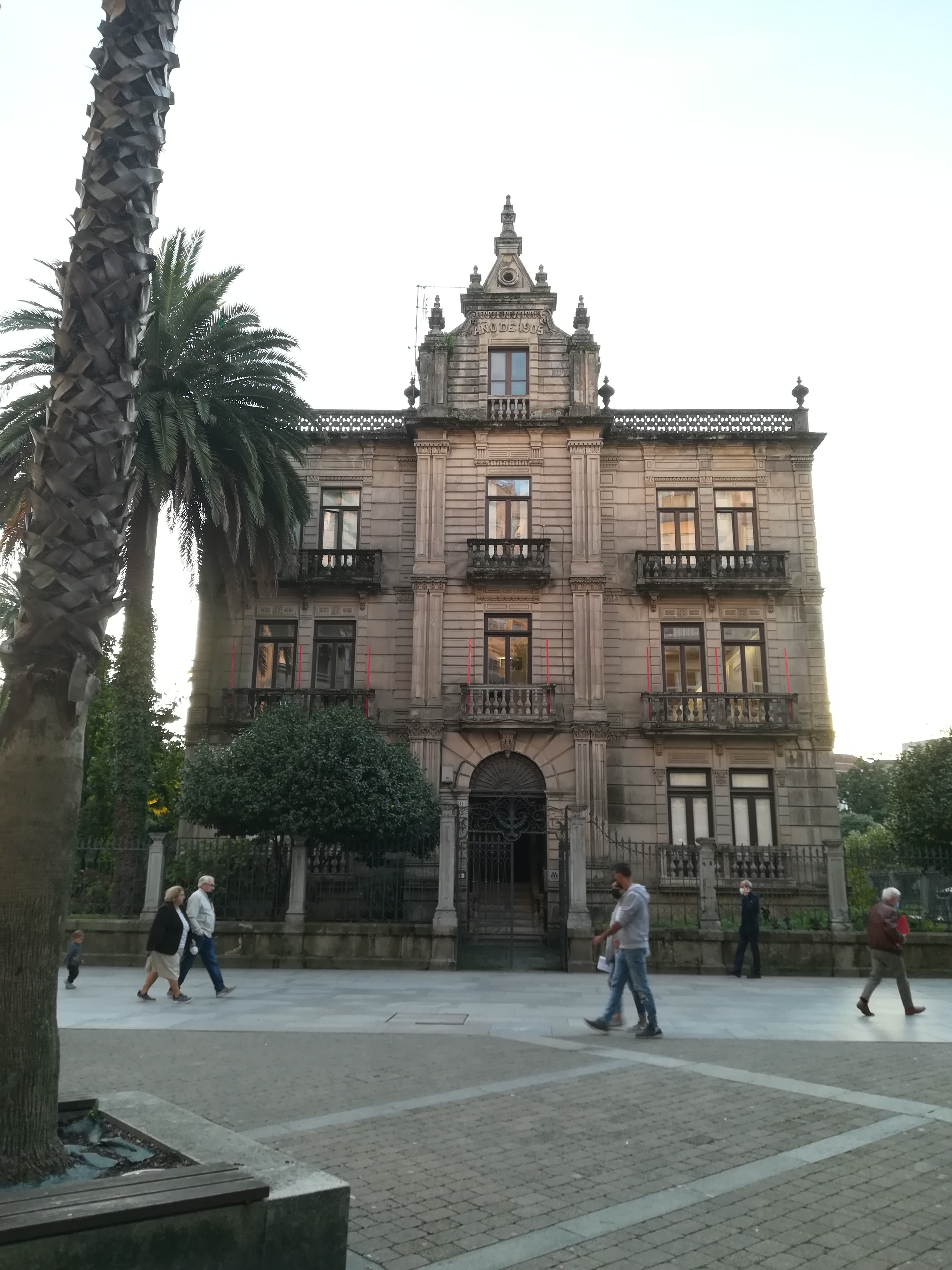

### Artigos relacionados
- Café Moderno (Pontevedra)